# 勝俣英吉郎
勝俣 英吉郎（かつまた えいきちろう、1865年4月13日〈慶応元年3月18日〉 - 1930年〈昭和5年〉4月7日）は、明治から昭和時代前期の政治家、医師。長野県上田市長。俳号・かつ丸。

## 経歴
信濃国上田城下の上田藩医の家に生まれる。1879年（明治12年）東京外国語学校でドイツ語を学び、1883年（明治16年）東京大学医学部別課に入学し、1887年（明治20年）帝国大学医学大学を卒業し、1888年（明治21年）家業の医院を継ぐ。
1891年（明治24年）信陽医学会を創立し、同会長を務める。日清・日露戦争では日本赤十字社救護医として従軍。1909年（明治42年）長野県会議員に当選し、立憲民政党支部長に就任した。1919年（大正8年）上田市会議員に選出され、1923年（大正12年）同議長に就任。
細川吉次郎市長の死去に伴い1924年（大正13年）7月14日、推挙され上田市長に就任し、1930年（昭和5年）4月7日、在職中に没した。この間、上田橋の架け替え、丸子鉄道・上田温泉電軌北東線の開通、汚物焼却場設置、市営運動場、児童遊園地の建設などに尽力した。
ほか、1914年（大正3年）長野県医師会長、1919年（大正8年）より5年間に渡り上田市医師会長を務めた。また、かつ丸と号し、俳句も能くした。

## 親族
- 長男：勝俣稔（医師、国会議員）[5][6]